# Mącznik, Pomeranian Voivodeship
Mącznik [ˈmɔnt͡ʂnik] (tiếng Đức: Nieder Mühle) là một khu định cư ở khu hành chính của Gmina Ustka, thuộc Hạt Słupsk, Pomeranian Voivodeship, ở miền bắc Ba Lan.
Trước năm 1945, khu vực này là một phần của Đức. Đối với lịch sử của khu vực, xem Lịch sử của Pomerania.